# Lake Johnston Airport
Lake Johnston Airport är en flygplats i Australien. Den ligger i kommunen Dundas och delstaten Western Australia, omkring 440 kilometer öster om delstatshuvudstaden Perth. Lake Johnston Airport ligger 319 meter över havet.
Trakten runt Lake Johnston Airport är nära nog obefolkad, med mindre än två invånare per kvadratkilometer.. Det finns inga samhällen i närheten.
Omgivningarna runt Lake Johnston Airport är i huvudsak ett öppet busklandskap. Genomsnittlig årsnederbörd är 471 millimeter. Den regnigaste månaden är november, med i genomsnitt 70 mm nederbörd, och den torraste är april, med 17 mm nederbörd.